# Lista di asteroidi (647001-648000)
Di seguito una lista di asteroidi dal numero 647001  al 648000 con data di scoperta e scopritore.

## 647001–647100
| Nome   | Designazione provvisoria | Data di scoperta  | Scopritore                          |
| ------ | ------------------------ | ----------------- | ----------------------------------- |
| 647001 | 2008 JP47                | 23 aprile 2014    | Dark Energy Survey                  |
| 647002 | 2008 JU47                | 14 gennaio 2016   | Pan-STARRS                          |
| 647003 | 2008 JO48                | 13 marzo 2013     | PTF                                 |
| 647004 | 2008 JG54                | 14 maggio 2008    | Mount Lemmon Survey                 |
| 647005 | 2008 JO54                | 3 maggio 2008     | Mount Lemmon Survey                 |
| 647006 | 2008 KT2                 | 27 maggio 2008    | Spacewatch                          |
| 647007 | 2008 KP6                 | 5 maggio 2008     | Mount Lemmon Survey                 |
| 647008 | 2008 KQ6                 | 3 maggio 2008     | Mount Lemmon Survey                 |
| 647009 | 2008 KF8                 | 29 aprile 2008    | Spacewatch                          |
| 647010 | 2008 KV12                | 27 maggio 2008    | Spacewatch                          |
| 647011 | 2008 KC13                | 8 aprile 2008     | Spacewatch                          |
| 647012 | 2008 KL19                | 23 marzo 2003     | SDSS Collaboration                  |
| 647013 | 2008 KV21                | 28 maggio 2008    | Mount Lemmon Survey                 |
| 647014 | 2008 KO22                | 28 maggio 2008    | Spacewatch                          |
| 647015 | 2008 KX23                | 13 aprile 2008    | Mount Lemmon Survey                 |
| 647016 | 2008 KM24                | 28 maggio 2008    | Spacewatch                          |
| 647017 | 2008 KX26                | 29 maggio 2008    | Spacewatch                          |
| 647018 | 2008 KO27                | 28 aprile 2008    | Mount Lemmon Survey                 |
| 647019 | 2008 KV29                | 29 maggio 2008    | Spacewatch                          |
| 647020 | 2008 KD30                | 29 maggio 2008    | Spacewatch                          |
| 647021 | 2008 KQ32                | 15 maggio 2008    | Spacewatch                          |
| 647022 | 2008 KK34                | 28 aprile 2008    | Spacewatch                          |
| 647023 | 2008 KK36                | 29 maggio 2008    | Mount Lemmon Survey                 |
| 647024 | 2008 KL37                | 21 luglio 2004    | SSS                                 |
| 647025 | 2008 KW41                | 27 marzo 2008     | Mount Lemmon Survey                 |
| 647026 | 2008 KP42                | 31 maggio 2008    | Mount Lemmon Survey                 |
| 647027 | 2008 KT43                | 15 settembre 2009 | Spacewatch                          |
| 647028 | 2008 KJ44                | 6 maggio 2016     | Pan-STARRS                          |
| 647029 | 2008 KN45                | 17 aprile 2015    | Mount Lemmon Survey                 |
| 647030 | 2008 KQ45                | 17 agosto 2009    | Spacewatch                          |
| 647031 | 2008 KU45                | 24 dicembre 2014  | Mount Lemmon Survey                 |
| 647032 | 2008 KA46                | 17 novembre 2014  | Mount Lemmon Survey                 |
| 647033 | 2008 KD46                | 13 gennaio 2018   | Mount Lemmon Survey                 |
| 647034 | 2008 KF46                | 5 settembre 2010  | Mount Lemmon Survey                 |
| 647035 | 2008 KN47                | 18 maggio 2015    | Pan-STARRS                          |
| 647036 | 2008 KE48                | 29 settembre 2010 | Mount Lemmon Survey                 |
| 647037 | 2008 LU1                 | 2 giugno 2008     | Mount Lemmon Survey                 |
| 647038 | 2008 LU3                 | 2 giugno 2008     | Mount Lemmon Survey                 |
| 647039 | 2008 LO6                 | 3 giugno 2008     | Spacewatch                          |
| 647040 | 2008 LH14                | 7 giugno 2008     | Spacewatch                          |
| 647041 | 2008 LL16                | 14 maggio 2008    | Spacewatch                          |
| 647042 | 2008 LP19                | 21 novembre 2017  | Pan-STARRS                          |
| 647043 | 2008 LU19                | 2 aprile 2011     | Mount Lemmon Survey                 |
| 647044 | 2008 LN20                | 24 ottobre 2011   | Pan-STARRS                          |
| 647045 | 2008 LX20                | 17 ottobre 2012   | Mount Lemmon Survey                 |
| 647046 | 2008 MP5                 | 30 giugno 2008    | Spacewatch                          |
| 647047 | 2008 NB1                 | 9 febbraio 2007   | CSS                                 |
| 647048 | 2008 NR3                 | 14 luglio 2008    | R. Holmes                           |
| 647049 | 2008 NP5                 | 25 novembre 2013  | Pan-STARRS                          |
| 647050 | 2008 NQ5                 | 9 maggio 2011     | Mount Lemmon Survey                 |
| 647051 | 2008 NB6                 | 28 dicembre 2014  | Mount Lemmon Survey                 |
| 647052 | 2008 NJ6                 | 11 luglio 2008    | SSS                                 |
| 647053 | 2008 OD6                 | 30 luglio 2008    | CSS                                 |
| 647054 | 2008 OE7                 | 2 luglio 2008     | Spacewatch                          |
| 647055 | 2008 OQ11                | 31 luglio 2008    | Osservatorio astronomico di Maiorca |
| 647056 | 2008 OX11                | 28 gennaio 2007   | Spacewatch                          |
| 647057 | 2008 ON19                | 29 luglio 2008    | Spacewatch                          |
| 647058 | 2008 OY22                | 22 gennaio 2015   | Pan-STARRS                          |
| 647059 | 2008 OK23                | 28 luglio 2008    | SSS                                 |
| 647060 | 2008 OF26                | 10 febbraio 2011  | Mount Lemmon Survey                 |
| 647061 | 2008 OR26                | 14 settembre 2013 | Mount Lemmon Survey                 |
| 647062 | 2008 OE29                | 9 novembre 2013   | CSS                                 |
| 647063 | 2008 OA30                | 26 maggio 2015    | Pan-STARRS                          |
| 647064 | 2008 OE31                | 29 luglio 2008    | Mount Lemmon Survey                 |
| 647065 | 2008 OC32                | 29 luglio 2008    | Spacewatch                          |
| 647066 | 2008 OK32                | 29 luglio 2008    | Spacewatch                          |
| 647067 | 2008 OW32                | 29 luglio 2008    | Spacewatch                          |
| 647068 | 2008 OY32                | 30 luglio 2008    | Mount Lemmon Survey                 |
| 647069 | 2008 PY1                 | 3 agosto 2008     | Osservatorio astronomico di Maiorca |
| 647070 | 2008 PS2                 | 30 luglio 2008    | CSS                                 |
| 647071 | 2008 PU2                 | 4 agosto 2008     | SSS                                 |
| 647072 | 2008 PZ2                 | 3 agosto 2008     | F. Kugel                            |
| 647073 | 2008 PJ4                 | 8 settembre 2004  | NEAT                                |
| 647074 | 2008 PB9                 | 30 maggio 2008    | Spacewatch                          |
| 647075 | 2008 PU17                | 11 agosto 2008    | F. Kugel                            |
| 647076 | 2008 PW18                | 6 agosto 2008     | P. Sogorb                           |
| 647077 | 2008 PL20                | 7 agosto 2008     | Spacewatch                          |
| 647078 | 2008 PA23                | 6 agosto 2008     | SSS                                 |
| 647079 | 2008 PE23                | 5 marzo 2016      | Pan-STARRS                          |
| 647080 | 2008 PT24                | 7 agosto 2008     | Spacewatch                          |
| 647081 | 2008 PW24                | 7 agosto 2008     | Spacewatch                          |
| 647082 | 2008 QK4                 | 20 agosto 2008    | Spacewatch                          |
| 647083 | 2008 QN6                 | 25 agosto 2008    | F. Kugel                            |
| 647084 | 2008 QF12                | 21 agosto 2008    | Spacewatch                          |
| 647085 | 2008 QS13                | 21 agosto 2008    | Spacewatch                          |
| 647086 | 2008 QF21                | 25 agosto 2008    | S. Matičič                          |
| 647087 | 2008 QU26                | 30 agosto 2008    | Osservatorio astronomico di Maiorca |
| 647088 | 2008 QN29                | 20 agosto 2008    | Spacewatch                          |
| 647089 | 2008 QG30                | 25 agosto 2008    | S. Matičič                          |
| 647090 | 2008 QQ31                | 30 agosto 2008    | LINEAR                              |
| 647091 | 2008 QV31                | 29 luglio 2008    | Mount Lemmon Survey                 |
| 647092 | 2008 QG35                | 31 agosto 2008    | K. Černis, J. Zdanavičius           |
| 647093 | 2008 QD40                | 27 agosto 2008    | Osservatorio astronomico di Maiorca |
| 647094 | 2008 QN44                | 5 settembre 2008  | Spacewatch                          |
| 647095 | 2008 QF46                | 21 agosto 2008    | Spacewatch                          |
| 647096 | 2008 QL48                | 23 agosto 2008    | LINEAR                              |
| 647097 | 2008 QD49                | 12 febbraio 2015  | Pan-STARRS                          |
| 647098 | 2008 QE49                | 7 marzo 2016      | Pan-STARRS                          |
| 647099 | 2008 QP49                | 30 novembre 2016  | Mount Lemmon Survey                 |
| 647100 | 2008 QJ50                | 4 novembre 2013   | Pan-STARRS                          |

## 647101–647200
| Nome   | Designazione provvisoria | Data di scoperta | Scopritore                          |
| ------ | ------------------------ | ---------------- | ----------------------------------- |
| 647101 | 2008 QX50                | 21 agosto 2008   | Spacewatch                          |
| 647102 | 2008 QO51                | 24 agosto 2008   | Spacewatch                          |
| 647103 | 2008 RX                  | 1 settembre 2008 | Osservatorio astronomico di Maiorca |
| 647104 | 2008 RE8                 | 3 settembre 2008 | Spacewatch                          |
| 647105 | 2008 RR10                | 3 settembre 2008 | Spacewatch                          |
| 647106 | 2008 RD11                | 23 agosto 2008   | Spacewatch                          |
| 647107 | 2008 RP12                | 3 settembre 2008 | Spacewatch                          |
| 647108 | 2008 RZ19                | 4 settembre 2008 | Spacewatch                          |
| 647109 | 2008 RC22                | 18 ottobre 2001  | NEAT                                |
| 647110 | 2008 RY26                | 7 settembre 2008 | Mount Lemmon Survey                 |
| 647111 | 2008 RA28                | 8 agosto 2008    | Osservatorio astronomico di Maiorca |
| 647112 | 2008 RF28                | 2 settembre 2008 | OAM Obs.                            |
| 647113 | 2008 RS32                | 2 settembre 2008 | Spacewatch                          |
| 647114 | 2008 RF33                | 2 settembre 2008 | Spacewatch                          |
| 647115 | 2008 RG34                | 13 marzo 2007    | Mount Lemmon Survey                 |
| 647116 | 2008 RN39                | 2 settembre 2008 | Spacewatch                          |
| 647117 | 2008 RK42                | 2 settembre 2008 | Spacewatch                          |
| 647118 | 2008 RV45                | 2 settembre 2008 | Spacewatch                          |
| 647119 | 2008 RP47                | 6 settembre 2008 | CSS                                 |
| 647120 | 2008 RD48                | 24 ottobre 2005  | Osservatorio di Mauna Kea           |
| 647121 | 2008 RD54                | 3 settembre 2008 | Spacewatch                          |
| 647122 | 2008 RT54                | 3 settembre 2008 | Spacewatch                          |
| 647123 | 2008 RH55                | 3 settembre 2008 | Spacewatch                          |
| 647124 | 2008 RA56                | 3 settembre 2008 | Spacewatch                          |
| 647125 | 2008 RQ56                | 3 settembre 2008 | Spacewatch                          |
| 647126 | 2008 RS56                | 3 settembre 2008 | Spacewatch                          |
| 647127 | 2008 RA57                | 3 settembre 2008 | Spacewatch                          |
| 647128 | 2008 RM57                | 3 settembre 2008 | Spacewatch                          |
| 647129 | 2008 RR59                | 4 settembre 2008 | Spacewatch                          |
| 647130 | 2008 RL60                | 4 settembre 2008 | Spacewatch                          |
| 647131 | 2008 RM61                | 4 settembre 2008 | Spacewatch                          |
| 647132 | 2008 RH72                | 17 ottobre 2001  | Spacewatch                          |
| 647133 | 2008 RN73                | 18 novembre 2001 | Spacewatch                          |
| 647134 | 2008 RG83                | 4 settembre 2008 | Spacewatch                          |
| 647135 | 2008 RK84                | 4 settembre 2008 | Spacewatch                          |
| 647136 | 2008 RO84                | 29 luglio 2008   | Spacewatch                          |
| 647137 | 2008 RS84                | 4 settembre 2008 | Spacewatch                          |
| 647138 | 2008 RB87                | 5 settembre 2008 | Spacewatch                          |
| 647139 | 2008 RN88                | 5 settembre 2008 | Spacewatch                          |
| 647140 | 2008 RG89                | 5 settembre 2008 | Spacewatch                          |
| 647141 | 2008 RZ90                | 29 luglio 2008   | Spacewatch                          |
| 647142 | 2008 RC92                | 6 settembre 2008 | Spacewatch                          |
| 647143 | 2008 RF99                | 2 settembre 2008 | Spacewatch                          |
| 647144 | 2008 RJ99                | 2 settembre 2008 | Spacewatch                          |
| 647145 | 2008 RM103               | 5 settembre 2008 | Spacewatch                          |
| 647146 | 2008 RM106               | 7 settembre 2008 | Mount Lemmon Survey                 |
| 647147 | 2008 RN109               | 2 settembre 2008 | Spacewatch                          |
| 647148 | 2008 RN110               | 3 settembre 2008 | Spacewatch                          |
| 647149 | 2008 RN113               | 5 settembre 2008 | Spacewatch                          |
| 647150 | 2008 RV113               | 6 settembre 2008 | Spacewatch                          |
| 647151 | 2008 RV117               | 9 settembre 2008 | Spacewatch                          |
| 647152 | 2008 RO121               | 2 settembre 2008 | Spacewatch                          |
| 647153 | 2008 RN122               | 4 settembre 2008 | Spacewatch                          |
| 647154 | 2008 RG123               | 6 settembre 2008 | Spacewatch                          |
| 647155 | 2008 RB124               | 6 settembre 2008 | Spacewatch                          |
| 647156 | 2008 RC126               | 9 settembre 2008 | Mount Lemmon Survey                 |
| 647157 | 2008 RO135               | 3 settembre 2008 | Spacewatch                          |
| 647158 | 2008 RU137               | 5 settembre 2008 | Spacewatch                          |
| 647159 | 2008 RY141               | 5 settembre 2008 | Spacewatch                          |
| 647160 | 2008 RW142               | 2 settembre 2008 | Spacewatch                          |
| 647161 | 2008 RQ147               | 4 settembre 2008 | Spacewatch                          |
| 647162 | 2008 RY147               | 4 settembre 2008 | Spacewatch                          |
| 647163 | 2008 RC149               | 9 settembre 2008 | Mount Lemmon Survey                 |
| 647164 | 2008 RP149               | 6 settembre 2008 | Spacewatch                          |
| 647165 | 2008 RW149               | 4 novembre 2013  | Mount Lemmon Survey                 |
| 647166 | 2008 RS150               | 29 marzo 2011    | Mount Lemmon Survey                 |
| 647167 | 2008 RK151               | 6 agosto 2012    | Pan-STARRS                          |
| 647168 | 2008 RA152               | 10 aprile 2014   | Pan-STARRS                          |
| 647169 | 2008 RC152               | 2 settembre 2008 | Spacewatch                          |
| 647170 | 2008 RV152               | 4 settembre 2008 | Spacewatch                          |
| 647171 | 2008 RY152               | 24 ottobre 2013  | Mount Lemmon Survey                 |
| 647172 | 2008 RK153               | 5 aprile 2016    | Pan-STARRS                          |
| 647173 | 2008 RL156               | 23 novembre 2012 | Spacewatch                          |
| 647174 | 2008 RU156               | 3 settembre 2008 | Spacewatch                          |
| 647175 | 2008 RB157               | 6 settembre 2008 | CSS                                 |
| 647176 | 2008 RK157               | 6 settembre 2008 | Mount Lemmon Survey                 |
| 647177 | 2008 RQ157               | 6 settembre 2008 | Mount Lemmon Survey                 |
| 647178 | 2008 RV157               | 3 settembre 2008 | Spacewatch                          |
| 647179 | 2008 RM158               | 2 settembre 2008 | Spacewatch                          |
| 647180 | 2008 RY159               | 7 settembre 2008 | Mount Lemmon Survey                 |
| 647181 | 2008 RZ159               | 23 ottobre 2013  | Pan-STARRS                          |
| 647182 | 2008 RH160               | 9 novembre 2013  | Pan-STARRS                          |
| 647183 | 2008 RM161               | 3 settembre 2008 | Spacewatch                          |
| 647184 | 2008 RM162               | 13 novembre 2012 | ESA OGS                             |
| 647185 | 2008 RV162               | 5 settembre 2008 | Spacewatch                          |
| 647186 | 2008 RA164               | 3 settembre 2008 | Spacewatch                          |
| 647187 | 2008 RL164               | 6 settembre 2008 | Mount Lemmon Survey                 |
| 647188 | 2008 RK165               | 21 ottobre 2012  | Pan-STARRS                          |
| 647189 | 2008 RN165               | 5 settembre 2008 | Spacewatch                          |
| 647190 | 2008 RR165               | 6 settembre 2008 | Mount Lemmon Survey                 |
| 647191 | 2008 RA166               | 5 ottobre 2013   | Pan-STARRS                          |
| 647192 | 2008 RF166               | 2 gennaio 2012   | Mount Lemmon Survey                 |
| 647193 | 2008 RT166               | 20 maggio 2014   | Pan-STARRS                          |
| 647194 | 2008 RJ167               | 4 settembre 2008 | Spacewatch                          |
| 647195 | 2008 RL167               | 4 settembre 2008 | Spacewatch                          |
| 647196 | 2008 RM169               | 2 settembre 2008 | Spacewatch                          |
| 647197 | 2008 RN169               | 3 settembre 2008 | Spacewatch                          |
| 647198 | 2008 RW169               | 5 settembre 2008 | Spacewatch                          |
| 647199 | 2008 RV171               | 2 settembre 2008 | Spacewatch                          |
| 647200 | 2008 RE172               | 7 settembre 2008 | Mount Lemmon Survey                 |

## 647201–647300
| Nome   | Designazione provvisoria | Data di scoperta  | Scopritore          |
| ------ | ------------------------ | ----------------- | ------------------- |
| 647201 | 2008 RM172               | 7 settembre 2008  | Mount Lemmon Survey |
| 647202 | 2008 RN172               | 6 settembre 2008  | Spacewatch          |
| 647203 | 2008 RT173               | 6 settembre 2008  | Mount Lemmon Survey |
| 647204 | 2008 RN174               | 4 settembre 2008  | Spacewatch          |
| 647205 | 2008 RT174               | 4 settembre 2008  | Spacewatch          |
| 647206 | 2008 RU174               | 2 settembre 2008  | Spacewatch          |
| 647207 | 2008 RW174               | 3 settembre 2008  | Spacewatch          |
| 647208 | 2008 RF175               | 6 settembre 2008  | Spacewatch          |
| 647209 | 2008 RQ175               | 6 settembre 2008  | Mount Lemmon Survey |
| 647210 | 2008 RY175               | 2 settembre 2008  | Spacewatch          |
| 647211 | 2008 RW176               | 6 settembre 2008  | Mount Lemmon Survey |
| 647212 | 2008 RA177               | 5 settembre 2008  | Spacewatch          |
| 647213 | 2008 RP177               | 4 settembre 2008  | Spacewatch          |
| 647214 | 2008 RA179               | 6 settembre 2008  | Spacewatch          |
| 647215 | 2008 RW180               | 3 settembre 2008  | Spacewatch          |
| 647216 | 2008 RP181               | 4 settembre 2008  | Spacewatch          |
| 647217 | 2008 RP182               | 6 settembre 2008  | Spacewatch          |
| 647218 | 2008 RV186               | 4 settembre 2008  | Spacewatch          |
| 647219 | 2008 SO3                 | 6 settembre 2008  | CSS                 |
| 647220 | 2008 SU4                 | 22 settembre 2008 | LINEAR              |
| 647221 | 2008 SG6                 | 23 agosto 2008    | Spacewatch          |
| 647222 | 2008 SL6                 | 22 settembre 2008 | LINEAR              |
| 647223 | 2008 ST9                 | 22 settembre 2008 | LINEAR              |
| 647224 | 2008 SR10                | 6 settembre 2008  | Mount Lemmon Survey |
| 647225 | 2008 SE13                | 19 settembre 2008 | Spacewatch          |
| 647226 | 2008 SW15                | 19 settembre 2008 | Spacewatch          |
| 647227 | 2008 SW24                | 19 settembre 2008 | Spacewatch          |
| 647228 | 2008 SF28                | 4 settembre 2008  | Spacewatch          |
| 647229 | 2008 SQ36                | 7 settembre 2008  | Mount Lemmon Survey |
| 647230 | 2008 SC45                | 20 settembre 2008 | Spacewatch          |
| 647231 | 2008 SU67                | 6 settembre 2008  | R. A. Tucker        |
| 647232 | 2008 SW73                | 4 settembre 2008  | Spacewatch          |
| 647233 | 2008 SX74                | 23 settembre 2008 | Mount Lemmon Survey |
| 647234 | 2008 SY76                | 23 settembre 2008 | Mount Lemmon Survey |
| 647235 | 2008 SD77                | 23 settembre 2008 | Mount Lemmon Survey |
| 647236 | 2008 SJ78                | 3 settembre 2008  | Spacewatch          |
| 647237 | 2008 SL78                | 3 settembre 2008  | Spacewatch          |
| 647238 | 2008 SR78                | 23 settembre 2008 | CSS                 |
| 647239 | 2008 SY78                | 24 agosto 2008    | Spacewatch          |
| 647240 | 2008 SZ79                | 23 settembre 2008 | Mount Lemmon Survey |
| 647241 | 2008 SC80                | 23 settembre 2008 | Mount Lemmon Survey |
| 647242 | 2008 SL81                | 23 settembre 2008 | Mount Lemmon Survey |
| 647243 | 2008 SN84                | 23 settembre 2008 | Spacewatch          |
| 647244 | 2008 SS87                | 8 agosto 2008     | R. Holmes           |
| 647245 | 2008 SN89                | 21 settembre 2008 | Spacewatch          |
| 647246 | 2008 SM91                | 9 settembre 2008  | Mount Lemmon Survey |
| 647247 | 2008 SA98                | 21 settembre 2008 | Spacewatch          |
| 647248 | 2008 SJ109               | 22 settembre 2008 | Mount Lemmon Survey |
| 647249 | 2008 SK109               | 22 settembre 2008 | Mount Lemmon Survey |
| 647250 | 2008 SS113               | 31 gennaio 2006   | Spacewatch          |
| 647251 | 2008 SO114               | 22 settembre 2008 | Spacewatch          |
| 647252 | 2008 SW116               | 22 settembre 2008 | Mount Lemmon Survey |
| 647253 | 2008 SF118               | 22 settembre 2008 | Mount Lemmon Survey |
| 647254 | 2008 SU119               | 30 gennaio 2006   | Spacewatch          |
| 647255 | 2008 SD122               | 22 settembre 2008 | Mount Lemmon Survey |
| 647256 | 2008 SQ124               | 22 settembre 2008 | Mount Lemmon Survey |
| 647257 | 2008 SK133               | 27 settembre 2001 | NEAT                |
| 647258 | 2008 SV133               | 23 settembre 2008 | Spacewatch          |
| 647259 | 2008 SU135               | 23 settembre 2008 | Mount Lemmon Survey |
| 647260 | 2008 SB138               | 23 settembre 2008 | Mount Lemmon Survey |
| 647261 | 2008 SU138               | 23 settembre 2008 | Spacewatch          |
| 647262 | 2008 SK141               | 24 settembre 2008 | Spacewatch          |
| 647263 | 2008 SL141               | 29 luglio 2008    | Spacewatch          |
| 647264 | 2008 SX144               | 25 settembre 2008 | Mount Lemmon Survey |
| 647265 | 2008 ST151               | 30 luglio 2008    | Spacewatch          |
| 647266 | 2008 SQ159               | 10 settembre 2008 | Spacewatch          |
| 647267 | 2008 SA160               | 19 settembre 2008 | Spacewatch          |
| 647268 | 2008 SL163               | 4 settembre 2008  | Spacewatch          |
| 647269 | 2008 SW163               | 3 settembre 2008  | Spacewatch          |
| 647270 | 2008 SZ167               | 23 agosto 2003    | NEAT                |
| 647271 | 2008 SB171               | 21 settembre 2008 | Mount Lemmon Survey |
| 647272 | 2008 SG173               | 15 settembre 2004 | Spacewatch          |
| 647273 | 2008 SH173               | 22 settembre 2008 | Mount Lemmon Survey |
| 647274 | 2008 SS176               | 3 settembre 2008  | Spacewatch          |
| 647275 | 2008 SZ176               | 23 settembre 2008 | Mount Lemmon Survey |
| 647276 | 2008 SU178               | 24 agosto 2008    | Spacewatch          |
| 647277 | 2008 SS180               | 24 settembre 2008 | Spacewatch          |
| 647278 | 2008 SN183               | 24 settembre 2008 | Spacewatch          |
| 647279 | 2008 SG189               | 5 settembre 2008  | Spacewatch          |
| 647280 | 2008 SC191               | 25 settembre 2008 | Mount Lemmon Survey |
| 647281 | 2008 SB193               | 25 settembre 2008 | Spacewatch          |
| 647282 | 2008 SV193               | 25 settembre 2008 | Spacewatch          |
| 647283 | 2008 SA197               | 25 settembre 2008 | Spacewatch          |
| 647284 | 2008 SM205               | 10 marzo 2005     | Mount Lemmon Survey |
| 647285 | 2008 SV205               | 20 dicembre 2004  | Mount Lemmon Survey |
| 647286 | 2008 SA211               | 9 settembre 2008  | Spacewatch          |
| 647287 | 2008 SP213               | 11 settembre 2008 | W. Bickel           |
| 647288 | 2008 SE214               | 29 settembre 2008 | Mount Lemmon Survey |
| 647289 | 2008 SZ214               | 29 settembre 2008 | Mount Lemmon Survey |
| 647290 | 2008 SL220               | 5 gennaio 2006    | Spacewatch          |
| 647291 | 2008 SZ220               | 25 settembre 2008 | Spacewatch          |
| 647292 | 2008 SA221               | 25 settembre 2008 | Spacewatch          |
| 647293 | 2008 SE221               | 25 settembre 2008 | Mount Lemmon Survey |
| 647294 | 2008 SC223               | 25 settembre 2008 | Mount Lemmon Survey |
| 647295 | 2008 SY230               | 28 settembre 2008 | Mount Lemmon Survey |
| 647296 | 2008 SK235               | 28 settembre 2008 | Mount Lemmon Survey |
| 647297 | 2008 SY236               | 29 settembre 2008 | Spacewatch          |
| 647298 | 2008 SD239               | 29 settembre 2008 | Mount Lemmon Survey |
| 647299 | 2008 SU243               | 30 settembre 2008 | Mount Lemmon Survey |
| 647300 | 2008 SF246               | 24 settembre 2008 | CSS                 |

## 647301–647400
| Nome   | Designazione provvisoria | Data di scoperta  | Scopritore          |
| ------ | ------------------------ | ----------------- | ------------------- |
| 647301 | 2008 SP247               | 3 settembre 2008  | Spacewatch          |
| 647302 | 2008 SM253               | 21 settembre 2008 | Mount Lemmon Survey |
| 647303 | 2008 SJ257               | 22 settembre 2008 | Spacewatch          |
| 647304 | 2008 SU257               | 22 settembre 2008 | Mount Lemmon Survey |
| 647305 | 2008 SK263               | 24 settembre 2008 | Spacewatch          |
| 647306 | 2008 SQ265               | 29 settembre 2008 | Spacewatch          |
| 647307 | 2008 SY274               | 22 settembre 2008 | Spacewatch          |
| 647308 | 2008 SY275               | 23 settembre 2008 | Mount Lemmon Survey |
| 647309 | 2008 SE276               | 23 settembre 2008 | Mount Lemmon Survey |
| 647310 | 2008 SZ276               | 24 settembre 2008 | Mount Lemmon Survey |
| 647311 | 2008 SB277               | 24 settembre 2008 | Mount Lemmon Survey |
| 647312 | 2008 SP277               | 24 settembre 2008 | Spacewatch          |
| 647313 | 2008 SS279               | 24 settembre 2008 | Spacewatch          |
| 647314 | 2008 SS292               | 22 settembre 2008 | CSS                 |
| 647315 | 2008 SO293               | 30 settembre 2008 | Mount Lemmon Survey |
| 647316 | 2008 SY295               | 28 settembre 2008 | CSS                 |
| 647317 | 2008 SY297               | 19 settembre 2008 | Spacewatch          |
| 647318 | 2008 SM304               | 8 agosto 2004     | LINEAR              |
| 647319 | 2008 SA305               | 26 settembre 2008 | Spacewatch          |
| 647320 | 2008 SJ310               | 23 settembre 2008 | Mount Lemmon Survey |
| 647321 | 2008 SS313               | 14 settembre 2002 | NEAT                |
| 647322 | 2008 SW313               | 15 marzo 2007     | Spacewatch          |
| 647323 | 2008 SD314               | 29 settembre 2008 | Spacewatch          |
| 647324 | 2008 SH314               | 13 ottobre 2013   | Spacewatch          |
| 647325 | 2008 SK314               | 27 settembre 2008 | SSS                 |
| 647326 | 2008 SL314               | 28 agosto 2016    | Mount Lemmon Survey |
| 647327 | 2008 SU314               | 29 settembre 2008 | Mount Lemmon Survey |
| 647328 | 2008 SY314               | 27 settembre 2008 | Mount Lemmon Survey |
| 647329 | 2008 SE316               | 24 settembre 2008 | Mount Lemmon Survey |
| 647330 | 2008 SR316               | 24 settembre 2008 | Mount Lemmon Survey |
| 647331 | 2008 SM317               | 8 ottobre 2012    | Spacewatch          |
| 647332 | 2008 SU318               | 9 febbraio 2013   | Pan-STARRS          |
| 647333 | 2008 SA319               | 23 settembre 2008 | Mount Lemmon Survey |
| 647334 | 2008 SM319               | 23 gennaio 2015   | Pan-STARRS          |
| 647335 | 2008 SR319               | 23 settembre 2008 | Spacewatch          |
| 647336 | 2008 SF321               | 20 settembre 2008 | Mount Lemmon Survey |
| 647337 | 2008 SO323               | 24 settembre 2008 | Spacewatch          |
| 647338 | 2008 SL325               | 23 settembre 2008 | Spacewatch          |
| 647339 | 2008 SF326               | 30 luglio 2017    | Pan-STARRS          |
| 647340 | 2008 SJ326               | 14 novembre 2013  | Mount Lemmon Survey |
| 647341 | 2008 SS326               | 28 luglio 2015    | Pan-STARRS          |
| 647342 | 2008 SR328               | 24 dicembre 2017  | Pan-STARRS          |
| 647343 | 2008 ST331               | 1 ottobre 2014    | Pan-STARRS          |
| 647344 | 2008 SJ332               | 29 marzo 2011     | Mount Lemmon Survey |
| 647345 | 2008 SP332               | 2 novembre 2010   | Mount Lemmon Survey |
| 647346 | 2008 SS333               | 19 settembre 2008 | Spacewatch          |
| 647347 | 2008 SB334               | 15 marzo 2016     | Pan-STARRS          |
| 647348 | 2008 SN334               | 16 febbraio 2015  | Pan-STARRS          |
| 647349 | 2008 SJ336               | 8 novembre 2009   | Mount Lemmon Survey |
| 647350 | 2008 SO336               | 19 settembre 2008 | Spacewatch          |
| 647351 | 2008 SU336               | 29 settembre 2008 | Spacewatch          |
| 647352 | 2008 SC337               | 28 settembre 2008 | Mount Lemmon Survey |
| 647353 | 2008 SF337               | 15 gennaio 2015   | Pan-STARRS          |
| 647354 | 2008 SY337               | 15 ottobre 2013   | Spacewatch          |
| 647355 | 2008 SW338               | 21 settembre 2008 | Mount Lemmon Survey |
| 647356 | 2008 SF339               | 21 settembre 2008 | Spacewatch          |
| 647357 | 2008 SG340               | 28 settembre 2008 | Mount Lemmon Survey |
| 647358 | 2008 SH340               | 28 settembre 2008 | Mount Lemmon Survey |
| 647359 | 2008 SM340               | 24 settembre 2008 | Spacewatch          |
| 647360 | 2008 SP340               | 24 settembre 2008 | Mount Lemmon Survey |
| 647361 | 2008 SG341               | 17 luglio 2004    | Cerro Tololo Obs.   |
| 647362 | 2008 SA342               | 23 settembre 2008 | Mount Lemmon Survey |
| 647363 | 2008 SO342               | 23 settembre 2008 | Spacewatch          |
| 647364 | 2008 SW342               | 24 settembre 2008 | Mount Lemmon Survey |
| 647365 | 2008 SZ342               | 26 settembre 2008 | Spacewatch          |
| 647366 | 2008 SG344               | 21 settembre 2008 | Mount Lemmon Survey |
| 647367 | 2008 SH344               | 25 settembre 2008 | Mount Lemmon Survey |
| 647368 | 2008 SU346               | 23 settembre 2008 | Spacewatch          |
| 647369 | 2008 SA347               | 22 settembre 2008 | Spacewatch          |
| 647370 | 2008 SF347               | 22 settembre 2008 | Mount Lemmon Survey |
| 647371 | 2008 ST347               | 23 settembre 2008 | Mount Lemmon Survey |
| 647372 | 2008 SY347               | 23 settembre 2008 | Mount Lemmon Survey |
| 647373 | 2008 SA348               | 20 settembre 2008 | Mount Lemmon Survey |
| 647374 | 2008 SM348               | 29 settembre 2008 | Spacewatch          |
| 647375 | 2008 SJ349               | 23 settembre 2008 | Mount Lemmon Survey |
| 647376 | 2008 SY349               | 23 settembre 2008 | Mount Lemmon Survey |
| 647377 | 2008 SG350               | 23 settembre 2008 | Mount Lemmon Survey |
| 647378 | 2008 SP350               | 25 settembre 2008 | Spacewatch          |
| 647379 | 2008 TM                  | 7 settembre 2008  | CSS                 |
| 647380 | 2008 TC7                 | 1 ottobre 2008    | Mount Lemmon Survey |
| 647381 | 2008 TS13                | 1 ottobre 2008    | Mount Lemmon Survey |
| 647382 | 2008 TK16                | 1 ottobre 2008    | Mount Lemmon Survey |
| 647383 | 2008 TF23                | 20 settembre 2008 | Mount Lemmon Survey |
| 647384 | 2008 TB25                | 4 settembre 2008  | Spacewatch          |
| 647385 | 2008 TL28                | 1 ottobre 2008    | Mount Lemmon Survey |
| 647386 | 2008 TO36                | 21 settembre 2008 | Spacewatch          |
| 647387 | 2008 TP37                | 1 ottobre 2008    | Mount Lemmon Survey |
| 647388 | 2008 TV37                | 23 marzo 2014     | Spacewatch          |
| 647389 | 2008 TQ40                | 1 ottobre 2008    | Mount Lemmon Survey |
| 647390 | 2008 TS40                | 25 gennaio 2003   | SDSS Collaboration  |
| 647391 | 2008 TV40                | 1 ottobre 2008    | Mount Lemmon Survey |
| 647392 | 2008 TW41                | 23 settembre 2008 | CSS                 |
| 647393 | 2008 TE44                | 1 ottobre 2008    | Mount Lemmon Survey |
| 647394 | 2008 TA47                | 19 ottobre 2003   | Spacewatch          |
| 647395 | 2008 TH48                | 11 ottobre 2004   | Spacewatch          |
| 647396 | 2008 TY49                | 2 ottobre 2008    | Spacewatch          |
| 647397 | 2008 TQ53                | 6 settembre 2008  | Mount Lemmon Survey |
| 647398 | 2008 TC57                | 2 ottobre 2008    | Spacewatch          |
| 647399 | 2008 TO57                | 26 marzo 2003     | Spacewatch          |
| 647400 | 2008 TB58                | 24 settembre 2008 | Spacewatch          |

## 647401–647500
| Nome   | Designazione provvisoria | Data di scoperta  | Scopritore                          |
| ------ | ------------------------ | ----------------- | ----------------------------------- |
| 647401 | 2008 TJ62                | 20 settembre 2008 | Spacewatch                          |
| 647402 | 2008 TO62                | 6 settembre 2008  | Mount Lemmon Survey                 |
| 647403 | 2008 TH69                | 2 ottobre 2008    | Spacewatch                          |
| 647404 | 2008 TL69                | 20 settembre 2008 | Spacewatch                          |
| 647405 | 2008 TV73                | 23 settembre 2008 | Mount Lemmon Survey                 |
| 647406 | 2008 TZ75                | 2 ottobre 2008    | Mount Lemmon Survey                 |
| 647407 | 2008 TA79                | 2 settembre 2008  | Spacewatch                          |
| 647408 | 2008 TQ93                | 3 settembre 2008  | Spacewatch                          |
| 647409 | 2008 TT93                | 22 settembre 2008 | Spacewatch                          |
| 647410 | 2008 TO94                | 7 ottobre 2008    | CSS                                 |
| 647411 | 2008 TT97                | 10 gennaio 2006   | Mount Lemmon Survey                 |
| 647412 | 2008 TH102               | 20 settembre 2008 | Spacewatch                          |
| 647413 | 2008 TE107               | 23 settembre 2008 | Mount Lemmon Survey                 |
| 647414 | 2008 TK107               | 23 settembre 2008 | Mount Lemmon Survey                 |
| 647415 | 2008 TA108               | 6 ottobre 2008    | Mount Lemmon Survey                 |
| 647416 | 2008 TC110               | 6 ottobre 2008    | Mount Lemmon Survey                 |
| 647417 | 2008 TD117               | 3 settembre 2008  | Spacewatch                          |
| 647418 | 2008 TJ118               | 6 ottobre 2008    | Spacewatch                          |
| 647419 | 2008 TS118               | 24 agosto 2008    | Spacewatch                          |
| 647420 | 2008 TY118               | 3 settembre 2008  | Spacewatch                          |
| 647421 | 2008 TH120               | 26 settembre 2008 | Spacewatch                          |
| 647422 | 2008 TJ121               | 29 settembre 2008 | CSS                                 |
| 647423 | 2008 TF124               | 22 ottobre 2003   | Spacewatch                          |
| 647424 | 2008 TN129               | 8 ottobre 2008    | Mount Lemmon Survey                 |
| 647425 | 2008 TR142               | 9 ottobre 2008    | Mount Lemmon Survey                 |
| 647426 | 2008 TX144               | 2 settembre 2008  | Spacewatch                          |
| 647427 | 2008 TD145               | 9 ottobre 2008    | Mount Lemmon Survey                 |
| 647428 | 2008 TX145               | 3 settembre 2008  | Spacewatch                          |
| 647429 | 2008 TS148               | 9 ottobre 2008    | Mount Lemmon Survey                 |
| 647430 | 2008 TV153               | 9 ottobre 2008    | Mount Lemmon Survey                 |
| 647431 | 2008 TX153               | 9 ottobre 2008    | Mount Lemmon Survey                 |
| 647432 | 2008 TD154               | 18 settembre 2003 | NEAT                                |
| 647433 | 2008 TB155               | 20 settembre 2003 | Spacewatch                          |
| 647434 | 2008 TF157               | 3 ottobre 2008    | N. Teamo                            |
| 647435 | 2008 TQ157               | 22 settembre 2008 | CSS                                 |
| 647436 | 2008 TJ171               | 10 ottobre 2008   | Mount Lemmon Survey                 |
| 647437 | 2008 TB173               | 24 settembre 2008 | Mount Lemmon Survey                 |
| 647438 | 2008 TK174               | 3 ottobre 2008    | Spacewatch                          |
| 647439 | 2008 TR174               | 13 maggio 2007    | Mount Lemmon Survey                 |
| 647440 | 2008 TU175               | 9 ottobre 2008    | Mount Lemmon Survey                 |
| 647441 | 2008 TV175               | 9 ottobre 2008    | Mount Lemmon Survey                 |
| 647442 | 2008 TZ175               | 10 ottobre 2008   | Spacewatch                          |
| 647443 | 2008 TA179               | 1 ottobre 2008    | CSS                                 |
| 647444 | 2008 TL183               | 2 ottobre 2008    | Mount Lemmon Survey                 |
| 647445 | 2008 TF188               | 24 ottobre 2005   | Osservatorio di Mauna Kea           |
| 647446 | 2008 TE193               | 4 ottobre 2008    | Osservatorio astronomico di Maiorca |
| 647447 | 2008 TF193               | 20 settembre 2008 | Spacewatch                          |
| 647448 | 2008 TV193               | 10 ottobre 2008   | CSS                                 |
| 647449 | 2008 TQ194               | 5 novembre 2012   | CSS                                 |
| 647450 | 2008 TR194               | 7 ottobre 2008    | Mount Lemmon Survey                 |
| 647451 | 2008 TK195               | 30 ottobre 2013   | Pan-STARRS                          |
| 647452 | 2008 TH196               | 8 ottobre 2008    | Mount Lemmon Survey                 |
| 647453 | 2008 TM196               | 7 ottobre 2008    | CSS                                 |
| 647454 | 2008 TW196               | 6 aprile 2011     | Spacewatch                          |
| 647455 | 2008 TG198               | 22 novembre 2017  | Mount Lemmon Survey                 |
| 647456 | 2008 TW198               | 9 settembre 2015  | Pan-STARRS                          |
| 647457 | 2008 TS199               | 3 maggio 2014     | Mount Lemmon Survey                 |
| 647458 | 2008 TJ200               | 10 ottobre 2008   | Mount Lemmon Survey                 |
| 647459 | 2008 TV200               | 1 ottobre 2008    | Mount Lemmon Survey                 |
| 647460 | 2008 TE202               | 9 ottobre 2008    | Mount Lemmon Survey                 |
| 647461 | 2008 TN203               | 19 settembre 2008 | Spacewatch                          |
| 647462 | 2008 TC204               | 1 ottobre 2008    | Spacewatch                          |
| 647463 | 2008 TQ204               | 1 luglio 2017     | Pan-STARRS                          |
| 647464 | 2008 TX204               | 1 ottobre 2008    | Spacewatch                          |
| 647465 | 2008 TG206               | 8 ottobre 2008    | Mount Lemmon Survey                 |
| 647466 | 2008 TN206               | 9 ottobre 2008    | Spacewatch                          |
| 647467 | 2008 TD208               | 24 settembre 2013 | Spacewatch                          |
| 647468 | 2008 TG211               | 19 ottobre 2012   | Pan-STARRS                          |
| 647469 | 2008 TK211               | 8 maggio 2011     | Mount Lemmon Survey                 |
| 647470 | 2008 TU211               | 10 ottobre 2008   | Mount Lemmon Survey                 |
| 647471 | 2008 TF213               | 8 agosto 2015     | Pan-STARRS                          |
| 647472 | 2008 TK213               | 21 maggio 2014    | Pan-STARRS                          |
| 647473 | 2008 TK215               | 21 dicembre 2014  | Pan-STARRS                          |
| 647474 | 2008 TY217               | 6 ottobre 2008    | Mount Lemmon Survey                 |
| 647475 | 2008 TB218               | 1 ottobre 2008    | Spacewatch                          |
| 647476 | 2008 TH218               | 8 ottobre 2008    | Spacewatch                          |
| 647477 | 2008 TL219               | 10 ottobre 2008   | Spacewatch                          |
| 647478 | 2008 TW220               | 1 ottobre 2008    | Mount Lemmon Survey                 |
| 647479 | 2008 TA221               | 2 ottobre 2008    | Mount Lemmon Survey                 |
| 647480 | 2008 TH222               | 7 ottobre 2008    | Mount Lemmon Survey                 |
| 647481 | 2008 TK222               | 8 ottobre 2008    | CSS                                 |
| 647482 | 2008 TT222               | 10 ottobre 2008   | Mount Lemmon Survey                 |
| 647483 | 2008 TK224               | 2 ottobre 2008    | Spacewatch                          |
| 647484 | 2008 TN227               | 8 ottobre 2008    | Mount Lemmon Survey                 |
| 647485 | 2008 TR227               | 10 ottobre 2008   | Mount Lemmon Survey                 |
| 647486 | 2008 TJ228               | 22 settembre 2008 | Spacewatch                          |
| 647487 | 2008 TP228               | 8 ottobre 2008    | Spacewatch                          |
| 647488 | 2008 TM234               | 9 ottobre 2008    | Mount Lemmon Survey                 |
| 647489 | 2008 TZ237               | 10 ottobre 2008   | Mount Lemmon Survey                 |
| 647490 | 2008 UT10                | 17 novembre 1999  | Spacewatch                          |
| 647491 | 2008 UR14                | 18 ottobre 2008   | Spacewatch                          |
| 647492 | 2008 UO17                | 18 ottobre 2008   | Spacewatch                          |
| 647493 | 2008 UV17                | 10 ottobre 2008   | Spacewatch                          |
| 647494 | 2008 UO18                | 19 ottobre 2008   | Spacewatch                          |
| 647495 | 2008 UP19                | 19 ottobre 2008   | Spacewatch                          |
| 647496 | 2008 UV19                | 19 ottobre 2008   | Spacewatch                          |
| 647497 | 2008 UL20                | 21 febbraio 2003  | NEAT                                |
| 647498 | 2008 UR23                | 23 settembre 2008 | Mount Lemmon Survey                 |
| 647499 | 2008 UG25                | 20 ottobre 2008   | Mount Lemmon Survey                 |
| 647500 | 2008 UP25                | 10 ottobre 2008   | Spacewatch                          |

## 647501–647600
| Nome   | Designazione provvisoria | Data di scoperta  | Scopritore                          |
| ------ | ------------------------ | ----------------- | ----------------------------------- |
| 647501 | 2008 UV27                | 6 settembre 2008  | Mount Lemmon Survey                 |
| 647502 | 2008 UL28                | 20 ottobre 2008   | Spacewatch                          |
| 647503 | 2008 UO28                | 20 ottobre 2008   | Spacewatch                          |
| 647504 | 2008 UW28                | 20 ottobre 2008   | Spacewatch                          |
| 647505 | 2008 UR37                | 20 ottobre 2008   | Spacewatch                          |
| 647506 | 2008 UX40                | 22 settembre 2008 | Mount Lemmon Survey                 |
| 647507 | 2008 UO41                | 20 ottobre 2008   | Spacewatch                          |
| 647508 | 2008 UF55                | 7 settembre 2008  | Mount Lemmon Survey                 |
| 647509 | 2008 UM57                | 23 settembre 2008 | Spacewatch                          |
| 647510 | 2008 UQ62                | 8 ottobre 2004    | Spacewatch                          |
| 647511 | 2008 UT63                | 7 ottobre 2008    | Mount Lemmon Survey                 |
| 647512 | 2008 UW63                | 30 dicembre 2005  | Spacewatch                          |
| 647513 | 2008 UK69                | 23 settembre 2008 | Mount Lemmon Survey                 |
| 647514 | 2008 US69                | 24 settembre 2008 | Mount Lemmon Survey                 |
| 647515 | 2008 UW71                | 21 ottobre 2008   | Spacewatch                          |
| 647516 | 2008 UA77                | 21 ottobre 2008   | Spacewatch                          |
| 647517 | 2008 UC79                | 2 settembre 2008  | Spacewatch                          |
| 647518 | 2008 UQ79                | 23 settembre 2008 | Spacewatch                          |
| 647519 | 2008 UC83                | 7 settembre 2008  | Mount Lemmon Survey                 |
| 647520 | 2008 UH83                | 8 ottobre 2008    | CSS                                 |
| 647521 | 2008 UX87                | 4 settembre 2008  | Spacewatch                          |
| 647522 | 2008 UH89                | 29 settembre 2008 | Spacewatch                          |
| 647523 | 2008 UQ96                | 24 ottobre 2008   | CSS                                 |
| 647524 | 2008 UE102               | 22 settembre 2008 | Mount Lemmon Survey                 |
| 647525 | 2008 UV105               | 23 settembre 2008 | Spacewatch                          |
| 647526 | 2008 UA106               | 20 settembre 2008 | Mount Lemmon Survey                 |
| 647527 | 2008 UE106               | 8 ottobre 2008    | Mount Lemmon Survey                 |
| 647528 | 2008 US107               | 21 ottobre 2008   | Mount Lemmon Survey                 |
| 647529 | 2008 UD108               | 21 ottobre 2008   | Spacewatch                          |
| 647530 | 2008 UD118               | 3 luglio 2000     | Spacewatch                          |
| 647531 | 2008 UW119               | 22 ottobre 2008   | Spacewatch                          |
| 647532 | 2008 UB125               | 22 ottobre 2008   | Spacewatch                          |
| 647533 | 2008 UR127               | 22 ottobre 2008   | Spacewatch                          |
| 647534 | 2008 UV128               | 3 ottobre 2008    | Osservatorio astronomico di Maiorca |
| 647535 | 2008 UL133               | 23 settembre 2008 | Mount Lemmon Survey                 |
| 647536 | 2008 UX138               | 23 ottobre 2008   | Spacewatch                          |
| 647537 | 2008 UQ150               | 23 settembre 2008 | Spacewatch                          |
| 647538 | 2008 UN151               | 9 ottobre 2008    | Mount Lemmon Survey                 |
| 647539 | 2008 UE157               | 23 ottobre 2008   | Mount Lemmon Survey                 |
| 647540 | 2008 UG160               | 23 ottobre 2008   | Spacewatch                          |
| 647541 | 2008 UO161               | 4 settembre 2008  | Spacewatch                          |
| 647542 | 2008 UW163               | 24 ottobre 2008   | Spacewatch                          |
| 647543 | 2008 UP165               | 24 ottobre 2008   | Spacewatch                          |
| 647544 | 2008 UZ169               | 23 settembre 2008 | CSS                                 |
| 647545 | 2008 UH171               | 24 ottobre 2008   | Spacewatch                          |
| 647546 | 2008 UN171               | 25 aprile 2006    | Mount Lemmon Survey                 |
| 647547 | 2008 UC177               | 24 settembre 2008 | Spacewatch                          |
| 647548 | 2008 UK180               | 21 ottobre 2003   | Spacewatch                          |
| 647549 | 2008 UZ185               | 24 ottobre 2008   | Spacewatch                          |
| 647550 | 2008 UL188               | 24 ottobre 2008   | Spacewatch                          |
| 647551 | 2008 UR209               | 22 settembre 2008 | Spacewatch                          |
| 647552 | 2008 UQ217               | 25 ottobre 2008   | Spacewatch                          |
| 647553 | 2008 UE219               | 25 ottobre 2008   | Spacewatch                          |
| 647554 | 2008 UZ219               | 25 ottobre 2008   | Spacewatch                          |
| 647555 | 2008 UG221               | 25 ottobre 2008   | Spacewatch                          |
| 647556 | 2008 UD223               | 25 ottobre 2008   | Spacewatch                          |
| 647557 | 2008 UC229               | 25 ottobre 2008   | CSS                                 |
| 647558 | 2008 UJ229               | 25 ottobre 2008   | Mount Lemmon Survey                 |
| 647559 | 2008 UJ234               | 26 ottobre 2008   | Mount Lemmon Survey                 |
| 647560 | 2008 UO234               | 26 ottobre 2008   | Spacewatch                          |
| 647561 | 2008 UX235               | 21 luglio 2004    | SSS                                 |
| 647562 | 2008 UR242               | 26 ottobre 2008   | Spacewatch                          |
| 647563 | 2008 UL243               | 25 agosto 2004    | Spacewatch                          |
| 647564 | 2008 UA246               | 26 ottobre 2008   | Mount Lemmon Survey                 |
| 647565 | 2008 UR246               | 26 ottobre 2008   | Mount Lemmon Survey                 |
| 647566 | 2008 UU247               | 26 ottobre 2008   | Spacewatch                          |
| 647567 | 2008 UG253               | 27 ottobre 2008   | Mount Lemmon Survey                 |
| 647568 | 2008 UT254               | 22 settembre 2008 | Mount Lemmon Survey                 |
| 647569 | 2008 UM256               | 9 aprile 2005     | Spacewatch                          |
| 647570 | 2008 UV259               | 27 ottobre 2008   | Spacewatch                          |
| 647571 | 2008 UM267               | 9 ottobre 2008    | Mount Lemmon Survey                 |
| 647572 | 2008 UM268               | 28 ottobre 2008   | Spacewatch                          |
| 647573 | 2008 UW271               | 20 ottobre 2008   | Spacewatch                          |
| 647574 | 2008 UM278               | 28 ottobre 2008   | Mount Lemmon Survey                 |
| 647575 | 2008 UB279               | 20 febbraio 2006  | Spacewatch                          |
| 647576 | 2008 UT279               | 28 ottobre 2008   | Mount Lemmon Survey                 |
| 647577 | 2008 UC283               | 28 ottobre 2008   | Mount Lemmon Survey                 |
| 647578 | 2008 UY283               | 22 febbraio 2002  | NEAT                                |
| 647579 | 2008 UA289               | 21 ottobre 2008   | Spacewatch                          |
| 647580 | 2008 UV289               | 28 ottobre 2008   | Spacewatch                          |
| 647581 | 2008 UE290               | 29 settembre 2008 | Mount Lemmon Survey                 |
| 647582 | 2008 UN294               | 29 ottobre 2008   | Spacewatch                          |
| 647583 | 2008 UG295               | 19 dicembre 2004  | Mount Lemmon Survey                 |
| 647584 | 2008 UG296               | 29 ottobre 2008   | Spacewatch                          |
| 647585 | 2008 UM301               | 20 ottobre 2008   | Spacewatch                          |
| 647586 | 2008 UO302               | 16 ottobre 2003   | Spacewatch                          |
| 647587 | 2008 UH310               | 5 ottobre 2008    | Osservatorio astronomico di Maiorca |
| 647588 | 2008 UY316               | 30 ottobre 2008   | Mount Lemmon Survey                 |
| 647589 | 2008 UF319               | 10 ottobre 2008   | Mount Lemmon Survey                 |
| 647590 | 2008 UK319               | 10 ottobre 2008   | Mount Lemmon Survey                 |
| 647591 | 2008 UQ325               | 21 ottobre 2008   | Mount Lemmon Survey                 |
| 647592 | 2008 UO334               | 27 ottobre 2008   | Spacewatch                          |
| 647593 | 2008 UT343               | 23 ottobre 2008   | Spacewatch                          |
| 647594 | 2008 US349               | 28 ottobre 2008   | Spacewatch                          |
| 647595 | 2008 UX349               | 28 ottobre 2008   | Spacewatch                          |
| 647596 | 2008 UJ362               | 24 ottobre 2008   | CSS                                 |
| 647597 | 2008 UQ365               | 20 ottobre 2008   | Mount Lemmon Survey                 |
| 647598 | 2008 UP367               | 24 ottobre 2008   | CSS                                 |
| 647599 | 2008 UK371               | 25 ottobre 2008   | Mount Lemmon Survey                 |
| 647600 | 2008 US375               | 20 ottobre 2003   | Spacewatch                          |

## 647601–647700
| Nome   | Designazione provvisoria | Data di scoperta  | Scopritore          |
| ------ | ------------------------ | ----------------- | ------------------- |
| 647601 | 2008 UU376               | 29 ottobre 2008   | Spacewatch          |
| 647602 | 2008 UX376               | 28 ottobre 2008   | Spacewatch          |
| 647603 | 2008 UP377               | 27 ottobre 2008   | Spacewatch          |
| 647604 | 2008 UA379               | 15 marzo 2016     | Mount Lemmon Survey |
| 647605 | 2008 UL379               | 27 novembre 2013  | Pan-STARRS          |
| 647606 | 2008 US379               | 22 dicembre 2012  | Pan-STARRS          |
| 647607 | 2008 UB380               | 19 luglio 2015    | Pan-STARRS          |
| 647608 | 2008 UL380               | 27 ottobre 2008   | Spacewatch          |
| 647609 | 2008 UG381               | 1 ottobre 2015    | Mount Lemmon Survey |
| 647610 | 2008 UW381               | 17 ottobre 2008   | Spacewatch          |
| 647611 | 2008 UC382               | 17 febbraio 2010  | Spacewatch          |
| 647612 | 2008 UO382               | 14 febbraio 2010  | Spacewatch          |
| 647613 | 2008 UR383               | 22 maggio 2011    | Mount Lemmon Survey |
| 647614 | 2008 UH385               | 8 giugno 2016     | Pan-STARRS          |
| 647615 | 2008 UW387               | 20 ottobre 2008   | Spacewatch          |
| 647616 | 2008 UG388               | 24 ottobre 2013   | Mount Lemmon Survey |
| 647617 | 2008 UL389               | 27 ottobre 2008   | Spacewatch          |
| 647618 | 2008 UV389               | 29 ottobre 2008   | Mount Lemmon Survey |
| 647619 | 2008 UE390               | 3 ottobre 2013    | Pan-STARRS          |
| 647620 | 2008 UT390               | 2 ottobre 2013    | Spacewatch          |
| 647621 | 2008 UR392               | 8 dicembre 2012   | Mount Lemmon Survey |
| 647622 | 2008 UB393               | 25 luglio 2015    | Pan-STARRS          |
| 647623 | 2008 UH393               | 23 ottobre 2008   | Spacewatch          |
| 647624 | 2008 US393               | 29 luglio 2012    | Pan-STARRS          |
| 647625 | 2008 UO396               | 27 dicembre 2011  | Mount Lemmon Survey |
| 647626 | 2008 UB397               | 19 settembre 2017 | Pan-STARRS          |
| 647627 | 2008 UC397               | 16 febbraio 2015  | Pan-STARRS          |
| 647628 | 2008 UL397               | 13 dicembre 2015  | Pan-STARRS          |
| 647629 | 2008 UH398               | 10 aprile 2014    | Pan-STARRS          |
| 647630 | 2008 UJ400               | 26 ottobre 2008   | Spacewatch          |
| 647631 | 2008 UQ400               | 3 ottobre 2008    | Mount Lemmon Survey |
| 647632 | 2008 UF402               | 10 ottobre 2015   | Pan-STARRS          |
| 647633 | 2008 UW402               | 29 ottobre 2008   | Mount Lemmon Survey |
| 647634 | 2008 UQ403               | 31 ottobre 2008   | Spacewatch          |
| 647635 | 2008 UT405               | 24 ottobre 2008   | Mount Lemmon Survey |
| 647636 | 2008 UZ405               | 27 ottobre 2008   | Mount Lemmon Survey |
| 647637 | 2008 UE406               | 24 ottobre 2008   | Spacewatch          |
| 647638 | 2008 UB410               | 21 ottobre 2008   | Mount Lemmon Survey |
| 647639 | 2008 UG410               | 28 ottobre 2008   | Spacewatch          |
| 647640 | 2008 UO411               | 24 ottobre 2008   | Mount Lemmon Survey |
| 647641 | 2008 UG413               | 23 ottobre 2008   | Spacewatch          |
| 647642 | 2008 UF414               | 29 ottobre 2008   | Mount Lemmon Survey |
| 647643 | 2008 UT417               | 29 ottobre 2008   | Spacewatch          |
| 647644 | 2008 UL420               | 29 ottobre 2008   | Mount Lemmon Survey |
| 647645 | 2008 UM422               | 20 ottobre 2008   | Mount Lemmon Survey |
| 647646 | 2008 VM6                 | 1 novembre 2008   | Spacewatch          |
| 647647 | 2008 VP6                 | 1 novembre 2008   | Mount Lemmon Survey |
| 647648 | 2008 VJ9                 | 2 novembre 2008   | Mount Lemmon Survey |
| 647649 | 2008 VQ10                | 6 ottobre 2008    | Mount Lemmon Survey |
| 647650 | 2008 VF11                | 15 marzo 2007     | Mount Lemmon Survey |
| 647651 | 2008 VP11                | 2 novembre 2008   | Mount Lemmon Survey |
| 647652 | 2008 VN17                | 1 novembre 2008   | Spacewatch          |
| 647653 | 2008 VN20                | 1 novembre 2008   | Mount Lemmon Survey |
| 647654 | 2008 VE21                | 1 novembre 2008   | Mount Lemmon Survey |
| 647655 | 2008 VN23                | 23 ottobre 2004   | Spacewatch          |
| 647656 | 2008 VM30                | 25 settembre 2008 | Mount Lemmon Survey |
| 647657 | 2008 VL33                | 23 settembre 2008 | Mount Lemmon Survey |
| 647658 | 2008 VQ35                | 25 ottobre 2008   | Spacewatch          |
| 647659 | 2008 VM37                | 12 dicembre 2004  | Spacewatch          |
| 647660 | 2008 VZ37                | 2 novembre 2008   | Mount Lemmon Survey |
| 647661 | 2008 VF44                | 22 ottobre 2008   | Spacewatch          |
| 647662 | 2008 VA47                | 24 ottobre 2008   | Spacewatch          |
| 647663 | 2008 VR52                | 8 ottobre 2008    | Mount Lemmon Survey |
| 647664 | 2008 VY53                | 24 ottobre 2008   | Spacewatch          |
| 647665 | 2008 VT58                | 3 ottobre 2008    | Spacewatch          |
| 647666 | 2008 VM59                | 19 ottobre 2003   | Spacewatch          |
| 647667 | 2008 VW65                | 1 novembre 2008   | Spacewatch          |
| 647668 | 2008 VT69                | 9 novembre 2008   | Mount Lemmon Survey |
| 647669 | 2008 VO70                | 7 novembre 2008   | Mount Lemmon Survey |
| 647670 | 2008 VE73                | 2 novembre 2008   | Mount Lemmon Survey |
| 647671 | 2008 VV80                | 29 settembre 2008 | CSS                 |
| 647672 | 2008 VL82                | 3 novembre 2008   | Spacewatch          |
| 647673 | 2008 VA83                | 2 novembre 2008   | Mount Lemmon Survey |
| 647674 | 2008 VS83                | 6 settembre 2013  | Mount Lemmon Survey |
| 647675 | 2008 VG85                | 5 agosto 2003     | Spacewatch          |
| 647676 | 2008 VR85                | 6 novembre 2008   | Mount Lemmon Survey |
| 647677 | 2008 VC86                | 27 novembre 2013  | Pan-STARRS          |
| 647678 | 2008 VT86                | 25 giugno 2015    | Pan-STARRS          |
| 647679 | 2008 VC88                | 6 novembre 2008   | Mount Lemmon Survey |
| 647680 | 2008 VL91                | 29 settembre 2008 | Spacewatch          |
| 647681 | 2008 VR92                | 7 novembre 2008   | Mount Lemmon Survey |
| 647682 | 2008 VX92                | 17 gennaio 2013   | Pan-STARRS          |
| 647683 | 2008 VC93                | 2 settembre 2013  | Mount Lemmon Survey |
| 647684 | 2008 VC94                | 12 ottobre 2013   | Mount Lemmon Survey |
| 647685 | 2008 VB95                | 8 novembre 2008   | Mount Lemmon Survey |
| 647686 | 2008 VX95                | 1 novembre 2008   | Mount Lemmon Survey |
| 647687 | 2008 VF97                | 28 novembre 2014  | Pan-STARRS          |
| 647688 | 2008 VQ98                | 6 novembre 2008   | Mount Lemmon Survey |
| 647689 | 2008 VB99                | 7 novembre 2008   | Mount Lemmon Survey |
| 647690 | 2008 VQ99                | 3 novembre 2008   | Mount Lemmon Survey |
| 647691 | 2008 VJ100               | 2 novembre 2008   | Mount Lemmon Survey |
| 647692 | 2008 VQ100               | 7 novembre 2008   | Mount Lemmon Survey |
| 647693 | 2008 VM103               | 8 novembre 2008   | Spacewatch          |
| 647694 | 2008 VW103               | 2 novembre 2008   | Mount Lemmon Survey |
| 647695 | 2008 WP4                 | 29 ottobre 2008   | Spacewatch          |
| 647696 | 2008 WX5                 | 3 ottobre 2008    | Spacewatch          |
| 647697 | 2008 WX6                 | 27 ottobre 2008   | Spacewatch          |
| 647698 | 2008 WC12                | 27 settembre 2008 | Mount Lemmon Survey |
| 647699 | 2008 WQ14                | 7 ottobre 2008    | Spacewatch          |
| 647700 | 2008 WV14                | 24 ottobre 2008   | Spacewatch          |

## 647701–647800
| Nome   | Designazione provvisoria | Data di scoperta  | Scopritore                          |
| ------ | ------------------------ | ----------------- | ----------------------------------- |
| 647701 | 2008 WF15                | 29 settembre 2008 | Spacewatch                          |
| 647702 | 2008 WA19                | 28 ottobre 2008   | Mount Lemmon Survey                 |
| 647703 | 2008 WT19                | 17 novembre 2008  | Spacewatch                          |
| 647704 | 2008 WH21                | 17 novembre 2008  | Spacewatch                          |
| 647705 | 2008 WE24                | 18 novembre 2008  | Spacewatch                          |
| 647706 | 2008 WB26                | 10 ottobre 2008   | Mount Lemmon Survey                 |
| 647707 | 2008 WA28                | 28 ottobre 2008   | Spacewatch                          |
| 647708 | 2008 WG33                | 21 novembre 2008  | R. Ferrando, M. Ferrando            |
| 647709 | 2008 WE35                | 17 novembre 2008  | Spacewatch                          |
| 647710 | 2008 WY35                | 28 ottobre 2008   | Spacewatch                          |
| 647711 | 2008 WT39                | 27 settembre 2008 | Mount Lemmon Survey                 |
| 647712 | 2008 WP40                | 17 novembre 2008  | Spacewatch                          |
| 647713 | 2008 WF44                | 17 novembre 2008  | Spacewatch                          |
| 647714 | 2008 WK44                | 9 novembre 2008   | Spacewatch                          |
| 647715 | 2008 WX45                | 17 novembre 2008  | Spacewatch                          |
| 647716 | 2008 WE49                | 21 ottobre 2008   | Spacewatch                          |
| 647717 | 2008 WB56                | 26 marzo 2007     | Mount Lemmon Survey                 |
| 647718 | 2008 WZ57                | 20 novembre 2008  | Mount Lemmon Survey                 |
| 647719 | 2008 WN64                | 2 ottobre 2008    | Spacewatch                          |
| 647720 | 2008 WC65                | 9 ottobre 2008    | Spacewatch                          |
| 647721 | 2008 WQ70                | 18 novembre 2008  | Spacewatch                          |
| 647722 | 2008 WT74                | 8 novembre 2008   | Mount Lemmon Survey                 |
| 647723 | 2008 WO75                | 20 novembre 2003  | Spacewatch                          |
| 647724 | 2008 WX76                | 22 gennaio 2002   | Spacewatch                          |
| 647725 | 2008 WW77                | 7 novembre 2008   | Mount Lemmon Survey                 |
| 647726 | 2008 WB80                | 2 novembre 2008   | Mount Lemmon Survey                 |
| 647727 | 2008 WP80                | 20 novembre 2008  | Spacewatch                          |
| 647728 | 2008 WU82                | 30 aprile 2003    | Spacewatch                          |
| 647729 | 2008 WU83                | 20 novembre 2008  | Spacewatch                          |
| 647730 | 2008 WC84                | 20 novembre 2008  | Spacewatch                          |
| 647731 | 2008 WA85                | 20 novembre 2008  | Spacewatch                          |
| 647732 | 2008 WV85                | 20 novembre 2008  | Spacewatch                          |
| 647733 | 2008 WA86                | 20 novembre 2008  | Spacewatch                          |
| 647734 | 2008 WG86                | 26 maggio 2007    | Mount Lemmon Survey                 |
| 647735 | 2008 WL88                | 9 novembre 2008   | Spacewatch                          |
| 647736 | 2008 WT89                | 22 novembre 2008  | Spacewatch                          |
| 647737 | 2008 WX91                | 26 novembre 2008  | Osservatorio astronomico di Maiorca |
| 647738 | 2008 WA101               | 24 novembre 2008  | Mount Lemmon Survey                 |
| 647739 | 2008 WO103               | 9 ottobre 2004    | Spacewatch                          |
| 647740 | 2008 WX108               | 4 settembre 2007  | Mount Lemmon Survey                 |
| 647741 | 2008 WJ109               | 30 ottobre 2008   | Spacewatch                          |
| 647742 | 2008 WR114               | 22 ottobre 2008   | Spacewatch                          |
| 647743 | 2008 WB116               | 3 agosto 1999     | Spacewatch                          |
| 647744 | 2008 WX121               | 9 novembre 2008   | Spacewatch                          |
| 647745 | 2008 WQ129               | 17 novembre 2008  | Spacewatch                          |
| 647746 | 2008 WO134               | 22 novembre 2008  | Mount Lemmon Survey                 |
| 647747 | 2008 WY142               | 5 settembre 2007  | K. Sárneczky, L. Kiss               |
| 647748 | 2008 WB143               | 19 novembre 2008  | Mount Lemmon Survey                 |
| 647749 | 2008 WN143               | 31 ottobre 2008   | Spacewatch                          |
| 647750 | 2008 WW144               | 20 aprile 2010    | Spacewatch                          |
| 647751 | 2008 WX144               | 19 novembre 2008  | Spacewatch                          |
| 647752 | 2008 WZ144               | 17 gennaio 2013   | Pan-STARRS                          |
| 647753 | 2008 WA145               | 21 marzo 2015     | Pan-STARRS                          |
| 647754 | 2008 WH145               | 21 novembre 2008  | Mount Lemmon Survey                 |
| 647755 | 2008 WU145               | 21 novembre 2008  | Mount Lemmon Survey                 |
| 647756 | 2008 WZ145               | 26 marzo 2006     | Spacewatch                          |
| 647757 | 2008 WC146               | 9 novembre 2008   | Spacewatch                          |
| 647758 | 2008 WK146               | 10 ottobre 2015   | Pan-STARRS                          |
| 647759 | 2008 WN147               | 20 novembre 2008  | Spacewatch                          |
| 647760 | 2008 WT147               | 20 novembre 2008  | Spacewatch                          |
| 647761 | 2008 WY147               | 24 novembre 2008  | Mount Lemmon Survey                 |
| 647762 | 2008 WQ148               | 27 novembre 2013  | Pan-STARRS                          |
| 647763 | 2008 WA149               | 14 gennaio 2013   | Mount Lemmon Survey                 |
| 647764 | 2008 WD150               | 20 novembre 2008  | Spacewatch                          |
| 647765 | 2008 WG150               | 19 novembre 2008  | Spacewatch                          |
| 647766 | 2008 WL150               | 31 ottobre 2008   | Spacewatch                          |
| 647767 | 2008 WW150               | 20 novembre 2008  | Spacewatch                          |
| 647768 | 2008 WN151               | 20 gennaio 2015   | Pan-STARRS                          |
| 647769 | 2008 WO152               | 18 novembre 2008  | Spacewatch                          |
| 647770 | 2008 WE153               | 7 novembre 2013   | Spacewatch                          |
| 647771 | 2008 WC155               | 23 aprile 2014    | Pan-STARRS                          |
| 647772 | 2008 WH156               | 21 novembre 2008  | Mount Lemmon Survey                 |
| 647773 | 2008 WX156               | 19 novembre 2008  | Mount Lemmon Survey                 |
| 647774 | 2008 WC157               | 20 novembre 2008  | Mount Lemmon Survey                 |
| 647775 | 2008 WG157               | 21 novembre 2008  | Spacewatch                          |
| 647776 | 2008 WC158               | 21 novembre 2008  | Spacewatch                          |
| 647777 | 2008 WD158               | 17 novembre 2008  | Spacewatch                          |
| 647778 | 2008 WH162               | 23 novembre 2008  | Spacewatch                          |
| 647779 | 2008 XF7                 | 29 novembre 2008  | T. V. Kryachko, B. Satovskij        |
| 647780 | 2008 XH8                 | 1 dicembre 2008   | CSS                                 |
| 647781 | 2008 XJ9                 | 25 marzo 2007     | Mount Lemmon Survey                 |
| 647782 | 2008 XM10                | 1 dicembre 2008   | Mount Lemmon Survey                 |
| 647783 | 2008 XY10                | 7 novembre 2008   | Mount Lemmon Survey                 |
| 647784 | 2008 XC17                | 1 dicembre 2008   | Spacewatch                          |
| 647785 | 2008 XJ18                | 1 dicembre 2008   | Spacewatch                          |
| 647786 | 2008 XZ18                | 1 dicembre 2008   | Mount Lemmon Survey                 |
| 647787 | 2008 XG19                | 5 settembre 1999  | Spacewatch                          |
| 647788 | 2008 XR22                | 6 novembre 2008   | Spacewatch                          |
| 647789 | 2008 XU26                | 27 ottobre 2008   | Spacewatch                          |
| 647790 | 2008 XW26                | 4 dicembre 2008   | Mount Lemmon Survey                 |
| 647791 | 2008 XZ39                | 2 dicembre 2008   | Spacewatch                          |
| 647792 | 2008 XE41                | 2 dicembre 2008   | Spacewatch                          |
| 647793 | 2008 XZ50                | 2 dicembre 2008   | Mount Lemmon Survey                 |
| 647794 | 2008 XD58                | 1 dicembre 2008   | Spacewatch                          |
| 647795 | 2008 XJ58                | 14 agosto 2012    | Pan-STARRS                          |
| 647796 | 2008 XY58                | 18 marzo 2010     | Spacewatch                          |
| 647797 | 2008 XJ59                | 2 dicembre 2008   | Spacewatch                          |
| 647798 | 2008 XG61                | 9 gennaio 2013    | Spacewatch                          |
| 647799 | 2008 XQ61                | 14 novembre 2013  | Mount Lemmon Survey                 |
| 647800 | 2008 XY61                | 22 gennaio 2013   | Mount Lemmon Survey                 |

## 647801–647900
| Nome   | Designazione provvisoria | Data di scoperta  | Scopritore                          |
| ------ | ------------------------ | ----------------- | ----------------------------------- |
| 647801 | 2008 XF62                | 24 novembre 2008  | Spacewatch                          |
| 647802 | 2008 XP62                | 20 febbraio 2015  | Pan-STARRS                          |
| 647803 | 2008 XZ62                | 3 dicembre 2008   | Mount Lemmon Survey                 |
| 647804 | 2008 XN63                | 4 dicembre 2008   | Spacewatch                          |
| 647805 | 2008 XF64                | 11 giugno 2015    | Pan-STARRS                          |
| 647806 | 2008 XR64                | 2 dicembre 2008   | Spacewatch                          |
| 647807 | 2008 XP66                | 1 dicembre 2008   | Mount Lemmon Survey                 |
| 647808 | 2008 XS66                | 6 dicembre 2008   | Spacewatch                          |
| 647809 | 2008 XC67                | 2 dicembre 2008   | Mount Lemmon Survey                 |
| 647810 | 2008 XG68                | 1 dicembre 2008   | Spacewatch                          |
| 647811 | 2008 YL                  | 19 dicembre 2008  | F. Hormuth                          |
| 647812 | 2008 YD5                 | 22 dicembre 2008  | K. Sárneczky                        |
| 647813 | 2008 YQ6                 | 22 dicembre 2008  | C. Rinner, F. Kugel                 |
| 647814 | 2008 YW6                 | 23 dicembre 2008  | C. Rinner, F. Kugel                 |
| 647815 | 2008 YM7                 | 20 dicembre 2008  | Osservatorio astronomico di Maiorca |
| 647816 | 2008 YL8                 | 20 novembre 2008  | Mount Lemmon Survey                 |
| 647817 | 2008 YV11                | 19 novembre 2008  | Mount Lemmon Survey                 |
| 647818 | 2008 YC12                | 4 dicembre 2008   | Spacewatch                          |
| 647819 | 2008 YW15                | 21 dicembre 2008  | Mount Lemmon Survey                 |
| 647820 | 2008 YA16                | 21 dicembre 2008  | Mount Lemmon Survey                 |
| 647821 | 2008 YY16                | 21 dicembre 2008  | Mount Lemmon Survey                 |
| 647822 | 2008 YH18                | 21 dicembre 2008  | Spacewatch                          |
| 647823 | 2008 YX19                | 21 dicembre 2008  | Mount Lemmon Survey                 |
| 647824 | 2008 YN22                | 21 dicembre 2008  | Mount Lemmon Survey                 |
| 647825 | 2008 YY30                | 25 dicembre 2008  | W. Bickel                           |
| 647826 | 2008 YR34                | 2 gennaio 2009    | Spacewatch                          |
| 647827 | 2008 YA35                | 22 dicembre 2008  | Spacewatch                          |
| 647828 | 2008 YG36                | 22 dicembre 2008  | Spacewatch                          |
| 647829 | 2008 YZ39                | 29 dicembre 2008  | Spacewatch                          |
| 647830 | 2008 YN43                | 6 novembre 2008   | Mount Lemmon Survey                 |
| 647831 | 2008 YB46                | 29 dicembre 2008  | Mount Lemmon Survey                 |
| 647832 | 2008 YR46                | 9 settembre 2007  | Spacewatch                          |
| 647833 | 2008 YX46                | 29 dicembre 2008  | Mount Lemmon Survey                 |
| 647834 | 2008 YF47                | 29 dicembre 2008  | Mount Lemmon Survey                 |
| 647835 | 2008 YA50                | 29 dicembre 2008  | Mount Lemmon Survey                 |
| 647836 | 2008 YZ51                | 29 dicembre 2008  | Mount Lemmon Survey                 |
| 647837 | 2008 YG56                | 30 dicembre 2008  | Spacewatch                          |
| 647838 | 2008 YL57                | 30 dicembre 2008  | Spacewatch                          |
| 647839 | 2008 YB58                | 30 dicembre 2008  | Spacewatch                          |
| 647840 | 2008 YH60                | 30 dicembre 2008  | Mount Lemmon Survey                 |
| 647841 | 2008 YN62                | 30 dicembre 2008  | Mount Lemmon Survey                 |
| 647842 | 2008 YF64                | 30 dicembre 2008  | Mount Lemmon Survey                 |
| 647843 | 2008 YH69                | 28 aprile 2003    | Spacewatch                          |
| 647844 | 2008 YJ70                | 29 dicembre 2008  | Mount Lemmon Survey                 |
| 647845 | 2008 YM71                | 30 dicembre 2008  | Spacewatch                          |
| 647846 | 2008 YP71                | 30 dicembre 2008  | Spacewatch                          |
| 647847 | 2008 YB74                | 30 dicembre 2008  | Spacewatch                          |
| 647848 | 2008 YQ74                | 30 dicembre 2008  | Spacewatch                          |
| 647849 | 2008 YC77                | 30 dicembre 2008  | Mount Lemmon Survey                 |
| 647850 | 2008 YD79                | 30 dicembre 2008  | Mount Lemmon Survey                 |
| 647851 | 2008 YE85                | 29 dicembre 2008  | Spacewatch                          |
| 647852 | 2008 YT86                | 24 novembre 2008  | Spacewatch                          |
| 647853 | 2008 YB89                | 29 dicembre 2008  | Spacewatch                          |
| 647854 | 2008 YK89                | 8 novembre 2008   | Mount Lemmon Survey                 |
| 647855 | 2008 YM90                | 11 settembre 2007 | Mount Lemmon Survey                 |
| 647856 | 2008 YV91                | 29 dicembre 2008  | Spacewatch                          |
| 647857 | 2008 YQ95                | 29 dicembre 2008  | Spacewatch                          |
| 647858 | 2008 YX95                | 29 dicembre 2008  | Spacewatch                          |
| 647859 | 2008 YH97                | 29 dicembre 2008  | Mount Lemmon Survey                 |
| 647860 | 2008 YP97                | 29 dicembre 2008  | Mount Lemmon Survey                 |
| 647861 | 2008 YW98                | 29 dicembre 2008  | Spacewatch                          |
| 647862 | 2008 YN103               | 21 dicembre 2008  | Mount Lemmon Survey                 |
| 647863 | 2008 YQ103               | 21 novembre 2008  | Mount Lemmon Survey                 |
| 647864 | 2008 YR104               | 29 dicembre 2008  | Spacewatch                          |
| 647865 | 2008 YN109               | 11 ottobre 2006   | Spacewatch                          |
| 647866 | 2008 YU111               | 7 novembre 2008   | Mount Lemmon Survey                 |
| 647867 | 2008 YL112               | 31 dicembre 2008  | Spacewatch                          |
| 647868 | 2008 YT112               | 31 dicembre 2008  | Mount Lemmon Survey                 |
| 647869 | 2008 YG113               | 21 dicembre 2008  | Spacewatch                          |
| 647870 | 2008 YE119               | 29 dicembre 2008  | Spacewatch                          |
| 647871 | 2008 YC122               | 30 dicembre 2008  | Spacewatch                          |
| 647872 | 2008 YK124               | 30 dicembre 2008  | Spacewatch                          |
| 647873 | 2008 YU126               | 22 dicembre 2008  | Spacewatch                          |
| 647874 | 2008 YA127               | 30 dicembre 2008  | Spacewatch                          |
| 647875 | 2008 YT130               | 31 dicembre 2008  | Spacewatch                          |
| 647876 | 2008 YC141               | 22 dicembre 2003  | Spacewatch                          |
| 647877 | 2008 YS142               | 30 dicembre 2008  | Spacewatch                          |
| 647878 | 2008 YL145               | 30 dicembre 2008  | Spacewatch                          |
| 647879 | 2008 YB147               | 31 dicembre 2008  | Spacewatch                          |
| 647880 | 2008 YB150               | 21 dicembre 2008  | Mount Lemmon Survey                 |
| 647881 | 2008 YX155               | 22 dicembre 2008  | Spacewatch                          |
| 647882 | 2008 YF162               | 21 dicembre 2008  | Spacewatch                          |
| 647883 | 2008 YK162               | 18 dicembre 2003  | Spacewatch                          |
| 647884 | 2008 YC173               | 30 dicembre 2008  | Mount Lemmon Survey                 |
| 647885 | 2008 YW174               | 30 ottobre 2007   | Spacewatch                          |
| 647886 | 2008 YZ174               | 19 giugno 2006    | Mount Lemmon Survey                 |
| 647887 | 2008 YJ175               | 21 dicembre 2008  | Spacewatch                          |
| 647888 | 2008 YB176               | 21 dicembre 2008  | Spacewatch                          |
| 647889 | 2008 YV176               | 31 dicembre 2008  | Spacewatch                          |
| 647890 | 2008 YX176               | 21 dicembre 2008  | Spacewatch                          |
| 647891 | 2008 YM177               | 22 dicembre 2008  | Spacewatch                          |
| 647892 | 2008 YR177               | 31 dicembre 2008  | Spacewatch                          |
| 647893 | 2008 YZ177               | 31 dicembre 2008  | Spacewatch                          |
| 647894 | 2008 YZ178               | 31 ottobre 2013   | Spacewatch                          |
| 647895 | 2008 YG179               | 16 agosto 2017    | Pan-STARRS                          |
| 647896 | 2008 YL179               | 16 febbraio 2015  | Pan-STARRS                          |
| 647897 | 2008 YQ179               | 31 dicembre 2008  | Mount Lemmon Survey                 |
| 647898 | 2008 YN180               | 30 dicembre 2008  | Spacewatch                          |
| 647899 | 2008 YU181               | 30 dicembre 2008  | Mount Lemmon Survey                 |
| 647900 | 2008 YV181               | 21 dicembre 2008  | Spacewatch                          |

## 647901–648000
| Nome   | Designazione provvisoria | Data di scoperta  | Scopritore                 |
| ------ | ------------------------ | ----------------- | -------------------------- |
| 647901 | 2008 YH182               | 27 gennaio 2015   | Pan-STARRS                 |
| 647902 | 2008 YL182               | 22 dicembre 2008  | Spacewatch                 |
| 647903 | 2008 YM182               | 10 gennaio 2013   | Pan-STARRS                 |
| 647904 | 2008 YZ182               | 23 gennaio 2014   | Spacewatch                 |
| 647905 | 2008 YD183               | 21 dicembre 2008  | Mount Lemmon Survey        |
| 647906 | 2008 YF183               | 27 gennaio 2015   | Pan-STARRS                 |
| 647907 | 2008 YQ183               | 21 dicembre 2008  | Spacewatch                 |
| 647908 | 2008 YT183               | 28 dicembre 2013  | Mount Lemmon Survey        |
| 647909 | 2008 YA184               | 31 dicembre 2008  | Spacewatch                 |
| 647910 | 2008 YF184               | 29 dicembre 2008  | Mount Lemmon Survey        |
| 647911 | 2008 YL184               | 27 novembre 2013  | Pan-STARRS                 |
| 647912 | 2008 YM184               | 24 novembre 2008  | Spacewatch                 |
| 647913 | 2008 YO184               | 22 dicembre 2008  | Spacewatch                 |
| 647914 | 2008 YT184               | 26 luglio 2017    | Pan-STARRS                 |
| 647915 | 2008 YG186               | 4 luglio 2017     | Pan-STARRS                 |
| 647916 | 2008 YO186               | 28 novembre 2013  | Mount Lemmon Survey        |
| 647917 | 2008 YE187               | 31 dicembre 2008  | Spacewatch                 |
| 647918 | 2008 YG187               | 29 dicembre 2008  | Mount Lemmon Survey        |
| 647919 | 2008 YT187               | 30 dicembre 2008  | Mount Lemmon Survey        |
| 647920 | 2008 YK188               | 30 dicembre 2008  | Mount Lemmon Survey        |
| 647921 | 2008 YM189               | 31 dicembre 2008  | Mount Lemmon Survey        |
| 647922 | 2008 YN190               | 29 dicembre 2008  | Spacewatch                 |
| 647923 | 2008 YK192               | 30 dicembre 2008  | Spacewatch                 |
| 647924 | 2008 YQ192               | 22 dicembre 2008  | Mount Lemmon Survey        |
| 647925 | 2008 YU192               | 22 dicembre 2008  | Spacewatch                 |
| 647926 | 2008 YY192               | 30 dicembre 2008  | Mount Lemmon Survey        |
| 647927 | 2008 YY193               | 29 dicembre 2008  | Spacewatch                 |
| 647928 | 2008 YX194               | 29 dicembre 2008  | Mount Lemmon Survey        |
| 647929 | 2008 YH195               | 22 dicembre 2008  | Spacewatch                 |
| 647930 | 2008 YK196               | 31 dicembre 2008  | Spacewatch                 |
| 647931 | 2008 YU197               | 29 dicembre 2008  | Mount Lemmon Survey        |
| 647932 | 2009 AH3                 | 4 dicembre 2008   | Spacewatch                 |
| 647933 | 2009 AO4                 | 8 ottobre 2004    | Spacewatch                 |
| 647934 | 2009 AN5                 | 1 gennaio 2009    | Spacewatch                 |
| 647935 | 2009 AO6                 | 14 settembre 2007 | Mount Lemmon Survey        |
| 647936 | 2009 AS6                 | 1 gennaio 2009    | Mount Lemmon Survey        |
| 647937 | 2009 AP8                 | 22 dicembre 2008  | Spacewatch                 |
| 647938 | 2009 AV9                 | 22 dicembre 2008  | Spacewatch                 |
| 647939 | 2009 AU15                | 22 dicembre 2008  | Spacewatch                 |
| 647940 | 2009 AK18                | 17 novembre 2004  | CINEOS                     |
| 647941 | 2009 AQ23                | 29 dicembre 2008  | Spacewatch                 |
| 647942 | 2009 AP24                | 22 dicembre 2008  | Spacewatch                 |
| 647943 | 2009 AY26                | 22 dicembre 2008  | Spacewatch                 |
| 647944 | 2009 AS29                | 15 gennaio 2009   | Spacewatch                 |
| 647945 | 2009 AN37                | 2 marzo 2006      | L. H. Wasserman, R. Millis |
| 647946 | 2009 AV42                | 2 gennaio 2009    | Mount Lemmon Survey        |
| 647947 | 2009 AK47                | 2 gennaio 2009    | Spacewatch                 |
| 647948 | 2009 AO47                | 23 novembre 2008  | Mount Lemmon Survey        |
| 647949 | 2009 AX47                | 3 gennaio 2009    | Spacewatch                 |
| 647950 | 2009 AT50                | 1 gennaio 2009    | Spacewatch                 |
| 647951 | 2009 AS51                | 16 settembre 1999 | Spacewatch                 |
| 647952 | 2009 AX53                | 25 agosto 2012    | Mount Lemmon Survey        |
| 647953 | 2009 AH59                | 1 gennaio 2009    | Mount Lemmon Survey        |
| 647954 | 2009 AO59                | 1 gennaio 2009    | Mount Lemmon Survey        |
| 647955 | 2009 AT60                | 1 gennaio 2009    | Mount Lemmon Survey        |
| 647956 | 2009 AW63                | 2 gennaio 2009    | Mount Lemmon Survey        |
| 647957 | 2009 BJ5                 | 2 gennaio 2009    | Spacewatch                 |
| 647958 | 2009 BF13                | 21 gennaio 2009   | W. Bickel                  |
| 647959 | 2009 BX14                | 31 dicembre 2008  | Spacewatch                 |
| 647960 | 2009 BE18                | 16 gennaio 2009   | Spacewatch                 |
| 647961 | 2009 BF19                | 26 aprile 2006    | Mount Lemmon Survey        |
| 647962 | 2009 BB20                | 21 dicembre 2008  | Mount Lemmon Survey        |
| 647963 | 2009 BM29                | 16 gennaio 2009   | Spacewatch                 |
| 647964 | 2009 BV36                | 16 gennaio 2009   | Mount Lemmon Survey        |
| 647965 | 2009 BN41                | 16 gennaio 2009   | Spacewatch                 |
| 647966 | 2009 BX48                | 21 aprile 2006    | Spacewatch                 |
| 647967 | 2009 BC57                | 18 gennaio 2009   | Mount Lemmon Survey        |
| 647968 | 2009 BN59                | 31 ottobre 2008   | Mount Lemmon Survey        |
| 647969 | 2009 BG61                | 18 gennaio 2009   | Spacewatch                 |
| 647970 | 2009 BC86                | 14 settembre 2007 | Mount Lemmon Survey        |
| 647971 | 2009 BG97                | 9 giugno 2006     | NEAT                       |
| 647972 | 2009 BX102               | 30 gennaio 2009   | Mount Lemmon Survey        |
| 647973 | 2009 BO107               | 29 gennaio 2009   | Spacewatch                 |
| 647974 | 2009 BZ108               | 30 gennaio 2009   | W. Bickel                  |
| 647975 | 2009 BJ109               | 30 gennaio 2009   | Mount Lemmon Survey        |
| 647976 | 2009 BK134               | 29 gennaio 2009   | Spacewatch                 |
| 647977 | 2009 BO134               | 29 gennaio 2009   | Spacewatch                 |
| 647978 | 2009 BN135               | 22 dicembre 2008  | Spacewatch                 |
| 647979 | 2009 BF138               | 19 ottobre 2007   | Mount Lemmon Survey        |
| 647980 | 2009 BY138               | 29 gennaio 2009   | Spacewatch                 |
| 647981 | 2009 BH142               | 30 gennaio 2009   | Spacewatch                 |
| 647982 | 2009 BR148               | 22 dicembre 2008  | Spacewatch                 |
| 647983 | 2009 BD153               | 22 dicembre 2008  | Spacewatch                 |
| 647984 | 2009 BR161               | 24 gennaio 2009   | Alianza S4 Obs.            |
| 647985 | 2009 BX168               | 1 febbraio 2009   | Mount Lemmon Survey        |
| 647986 | 2009 BK180               | 22 febbraio 2004  | Spacewatch                 |
| 647987 | 2009 BR188               | 20 gennaio 2009   | Mount Lemmon Survey        |
| 647988 | 2009 BM189               | 2 febbraio 2009   | Mount Lemmon Survey        |
| 647989 | 2009 BE193               | 20 gennaio 2009   | Mount Lemmon Survey        |
| 647990 | 2009 BM196               | 28 dicembre 2013  | Spacewatch                 |
| 647991 | 2009 BO197               | 20 marzo 1999     | SDSS Collaboration         |
| 647992 | 2009 BT199               | 20 gennaio 2009   | Spacewatch                 |
| 647993 | 2009 BY205               | 29 gennaio 2009   | Spacewatch                 |
| 647994 | 2009 BA206               | 31 gennaio 2009   | Mount Lemmon Survey        |
| 647995 | 2009 BG206               | 25 gennaio 2009   | Spacewatch                 |
| 647996 | 2009 BY206               | 29 gennaio 2009   | Mount Lemmon Survey        |
| 647997 | 2009 BT212               | 20 gennaio 2009   | Spacewatch                 |
| 647998 | 2009 BV214               | 16 gennaio 2009   | Spacewatch                 |
| 647999 | 2009 BU216               | 20 gennaio 2009   | Mount Lemmon Survey        |
| 648000 | 2009 CD4                 | 31 dicembre 2008  | CSS                        |